# Salar de Llamara
Salar de Llamara är en saltslätt i Chile.   Den ligger i regionen Región de Tarapacá, i den norra delen av landet, 1 300 km norr om huvudstaden Santiago de Chile.